# Thijs Berman

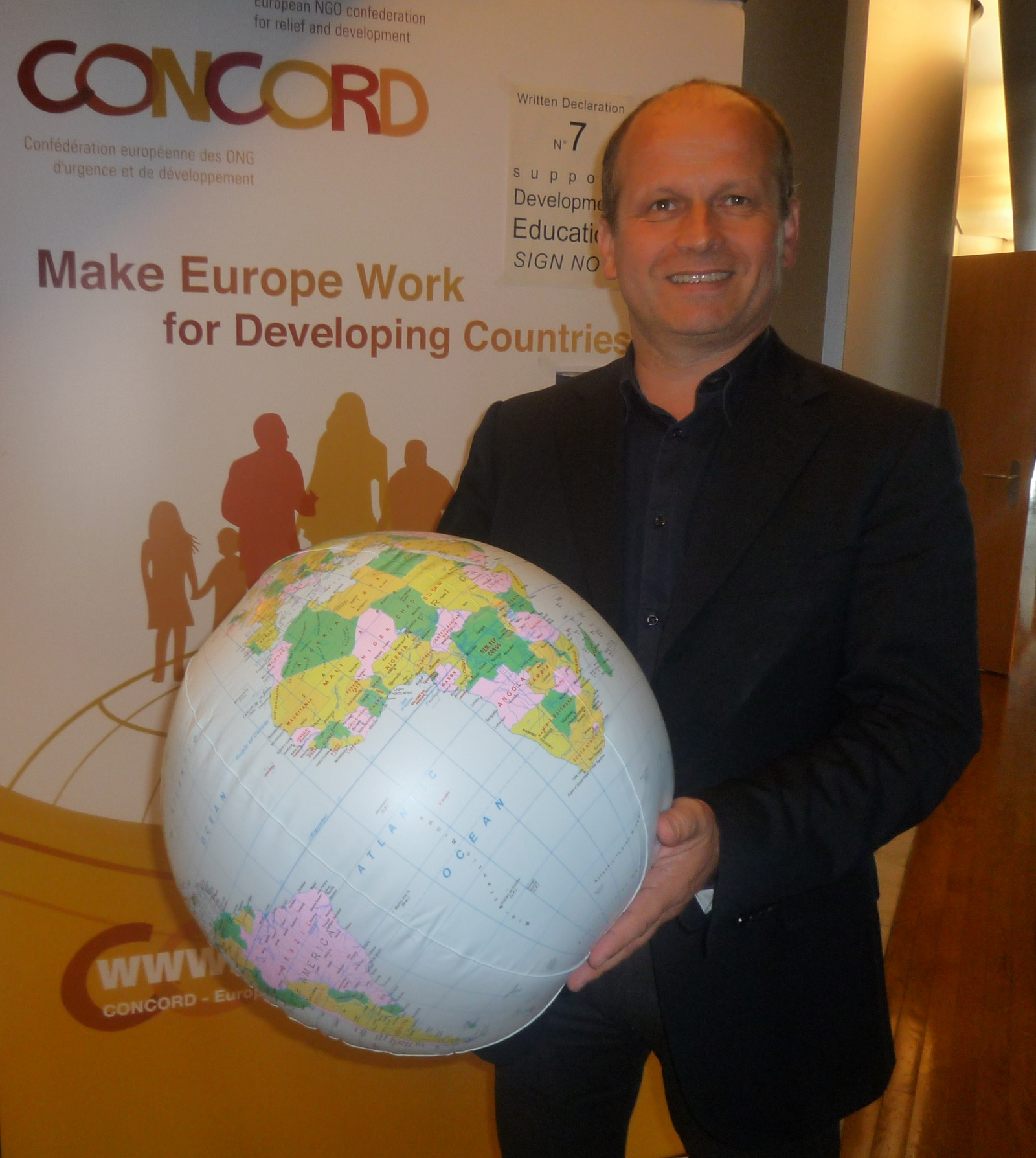
Thijs Berman

Thijs Berman (* 26. September 1957 in Coevorden) ist ein niederländischer Politiker (PvdA).

## Leben
Berman wuchs in der Provinz Groningen auf. Sein Großvater mütterlicherseits war der führende PvdA Politiker Marinus van der Goes van Naters Nach einem Schauspielstudium in Maastricht, wandte er sich der Psychologie zu und erwarb darin 1983 einen Bachelor-Abschluss an der Universität Utrecht und 1987 einen Master an der Universität von Amsterdam. Danach war er Korrespondent in Paris und Moskau für das niederländische Radio 1 und Radio Wereldomroep sowie für das Dagblad und Elsevier. Er präsentierte viele Radio- und Fernsehsendungen, vor allem für den Sender IKON. Seit 2004 sitzt er im Europäischen Parlament. Für die Europawahl 2009 wurde er zum Spitzenkandidaten seiner Partei gewählt. Berman war auch Wahlbeobachter in der Ukraine 2004 und in Äthiopien 2010.
Als EU-Abgeordneter ist Berman Vorsitzender der Delegation für die Beziehungen zu Afghanistan und Mitglied in der Konferenz der Delegationsvorsitze, im Entwicklungsausschuss und im Unterausschuss für Menschenrechte.